# Centaurea pugioniformis
Centaurea pugioniformis — вид квіткових рослин родини айстрових (Asteraceae). Ендемік Румунії.